# جافری فیث‌فول
جافری فیث‌فول (انگلیسی: Geoffrey Faithfull؛ ‏ ۲۸ ژانویهٔ ۱۸۹۳ – ۱ دسامبر ۱۹۷۹) فیلم‌بردار و کارگردان فیلم اهل بریتانیا بود.
از فیلم‌هایی که وی در آن‌ها نقش داشته‌است، می‌توان به دو عاشق به‌هنگام والس، صبر داشته باش، با احتیاط جابه‌جا کنید و برخورد در شب اشاره نمود.